# Venom (álbum de Wargasm)
Venom es el primer álbum de estudio del dúo británica de rock electrónico Wargasm. Fue lanzado el 27 de octubre de 2023 a través de Republic Records y Slowplay. El álbum incluye una colaboración con Fred Durst, líder de Limp Bizkit. Se anunció junto con el lanzamiento del sencillo "Do It So Good". El álbum está producido por Charlie Russell, con producción adicional de Wargasm y Kieron Pepper.

## Antecedentes
El dúo anunció en julio de 2023 que habían pasado los "últimos 16 meses [...] perfeccionando" el álbum durante el tiempo de inactividad de la gira.

## Recepción
Venom recibió una puntuación de 81 sobre 100 en Metacritic, una plataforma de reseñas basada en cuatro críticos, lo que indica un reconocimiento universal. Merlin Alderslade de Metal Hammer, escribió que «combinando elementos de punk, metal, EDM y hip hop [...] Venom es una experiencia incansablemente entretenida, impulsada por una energía pura», calificándolo como «uno de los álbumes debut esenciales de 2023». Ali Shutler de Dork, calificó el álbum como una «catársis pura y estridente», y a la banda como «la sucesora espiritual de Limp Bizkit», resumiendo que «se basa en todo lo anterior, a la vez que intensifica la masacre, la energía y la emoción; el primer álbum de Wargasm es una lección de exceso».
Rishi Shah de NME, lo calificó como «un álbum consistente [...] con una sensación significativamente cruda» que «consolida la posición de Wargasm como una de las principales potencias de la música pesada británica». Lana Williams, de The Line of Best Fit, lo describió como "un trabajo explosivo de Wargasm", y también señaló que "donde se distingue de las típicas hazañas de Wargasm reside en sus breaks, objetivamente más tranquilos e indulgentes", como en "Death Rattle" y "Ride the Thunder". En su reseña del álbum para Clash, Caitlin Chatterton opinó que "a pesar de alguna que otra falla de potencia, Venom es un disco supercargado y dramático, característico del espíritu de Wargasm". Emma Wilkes de Kerrang!, concluyó que es "un disco satisfactorio y enérgico, hecho para sonar a todo volumen, lo suficientemente fuerte como para molestar a los vecinos, y para ahuyentar el miedo existencial con la fiesta. Esta banda no tiene pinta de bajar el ritmo pronto".

## Lista de canciones
| N.º | Título                                         | Duración |  |
| 1.  | «Introduction»                                 | 0:57     |  |
| 2.  | «Venom»                                        | 3:35     |  |
| 3.  | «Minigun»                                      | 2:20     |  |
| 4.  | «Death Rattle»                                 | 3:12     |  |
| 5.  | «Ride the Thunder»                             | 3:01     |  |
| 6.  | «Do It So Good»                                | 3:22     |  |
| 7.  | «Bang Ya Head» (con Fred Durst de Limp Bizkit) | 3:36     |  |
| 8.  | «Feral»                                        | 3:16     |  |
| 9.  | «Sonic Dog Tag»                                | 4:26     |  |
| 10. | «Modern Love»                                  | 3:28     |  |
| 11. | «S.A.D.»                                       | 3:30     |  |
| 12. | «Outrage»                                      | 3:28     |  |
| 13. | «Sombre Goodbye»                               | 2:19     |  |

## Posicionamiento en lista
| Lista (2023)                         | Posición |
| ------------------------------------ | -------- |
| Escocia (Scottish Albums Chart)      | 30       |
| Reino Unido (UK Albums Chart)        | 88       |
| Reino Unido (UK Rock & Metal Albums) | 3        |

## Personal
Wargasm
- Sam Matlock – voz, guitarra, programación, producción adicional (todas las pistas); batería (pista 4)
- Milkie Way – voz, bajo, programación, producción adicional; batería (pista 4)

Músicos adicionales
- Adam Breeze – batería (pistas 1–3, 5–9, 11–13)
- Fred Durst – voz (pista 7).